# Mitrovići (Republika Serbska)
Mitrovići (cyr. Митровићи) – wieś w Bośni i Hercegowinie, w Republice Serbskiej, w gminie Stanari. W 2013 roku liczyła 233 mieszkańców.